# Linea Maizuru
La linea Maizuru (舞鶴線?, Maizuru-sen) è una linea ferroviaria di circa 26 km a scartamento ridotto che unisce le città di Ayabe e Maizuru nella prefettura di Kyoto in Giappone. La linea è gestita dalla West Japan Railway Company (JR West) ed è elettrificata a binario singolo.

## Storia
La linea venne inaugurata nell'atunno del 1904 con lo scopo di trasportare truppe e materiale alla base del porto di Maizuru-Higashi durante la guerra Russo-Giapponese che scoppiò nel febbraio dello stesso anno, e per questo è caratterizzata da distanze elevate fra le sue stazioni.
La diramazione per il porto linea Maizurukō (舞鶴港線?) e quella per la base navale (linea Naka-Maizuru) (中舞鶴線?) sono state dismesse nel 1985.
La ferrovia è stata elettrificata nel 1999.

## Stazioni
- Tutte le stazioni si trovano nella prefettura di Kyoto

| Staziome        | Giapponese | Distanza | Collegamenti            | Posizione | Posizione           |
| --------------- | ---------- | -------- | ----------------------- | --------- | ------------------- |
| Ayabe           | 綾部       | 0.0      | Linea principale San'in | Ayabe     | prefettura di Kyoto |
| Fuchigaki       | 淵垣       | 5.3      |                         | Ayabe     | prefettura di Kyoto |
| Umezako         | 梅迫       | 8.2      |                         | Ayabe     | prefettura di Kyoto |
| Magura          | 真倉       | 15.5     |                         | Maizuru   | prefettura di Kyoto |
| Nishi-Maizuru   | 西舞鶴     | 19.5     | Linea Kitakinki Miyazu  | Maizuru   | prefettura di Kyoto |
| Higashi-Maizuru | 東舞鶴     | 26.4     | Linea Obama             | Maizuru   | prefettura di Kyoto |